# Iso Siikajärvi och Pieni Siikajärvi
Iso Siikajärvi och Pieni Siikajärvi eller Siikajärvi är en sjö i Finland. Den ligger i kommunen Puolango i landskapet Kajanaland, i den centrala delen av landet, 600 km norr om huvudstaden Helsingfors. Iso Siikajärvi och Pieni Siikajärvi ligger 151 meter över havet. Den är 4,7 meter djup. Arean är 18,4 hektar och strandlinjen är 3,38 kilometer lång. Sjön  ingår i Ijo älvs huvudavrinningsområde. 